# Tunnel d'O Canizo
 (mai 2022).
Le tunnel d'O Canizo – ou túnel do Canizo en galicien – est un tunnel ferroviaire espagnol entre A Gudiña et A Mezquita, dans la province d'Ourense, en Galice. Long de 5 371 mètres, il fait partie de la ligne à grande vitesse de Galice.